# Гай Антістій Вет (консул 23 року)
Гай Антістій Вет (10 рік до н. е. — після 22 року н. е.) — політичний діяч ранньої Римської імперії, консул 23 року.

## Життєпис
Походив з роду нобілів Антістіїв. Син Гая Антістія Вета, консула 6 року до н. е.
у 20 році став міським претором. У 23 році обрано консулом разом з Гаєм Азінієм Полліоном. Гай Антістій не відбув повністю усю каденцію. Його замінив консул-суффект Гай Стертіній Максим. Після цього був призначений куратором течії та ґрунту річки Тибр.

## Родина
Дружина — Сульпіція Камеріна
Діти:
- Камерін Антістій Вет, консул-суфект 46 року.
- Гай Антістій Вет, консул 50 року.
- Луцій Антістій Вет, консул 55 року.